# 남진원
남진원(1953년 10월 18일 ~ )은 대한민국의 시인, 아동문학가이다.
1953년 강원도 정선에서 태어났다. 1983년 ≪강원일보≫ 신춘문예에 시 ＜봄빛＞ 당선했다. 지은 책으로 동시집 ≪싸리울≫, ≪할아버지 이 뽑기≫, 시집 ≪넘치는 목숨으로 와서≫, ≪풀잎과 코스모스에게≫, ≪가을바람과 풀꽃 그리움에게≫, 글짓기 지도서 ≪재미있는 동시쓰기 나라≫ 외 다수가 있다. 계몽아동문학상, 강원아동문학상, 한정동아동문학상, 관동문학상, 한국동시문학상 등을 받았다.